# Die Pigeon Die
Die Pigeon Die ist eine australische Goregrind- und Brutal-Death-Metal-Band aus Melbourne, die 2005 gegründet wurde.

## Geschichte
Die Band wurde im Jahr 2005 gegründet, wobei sich die Live-Besetzung aus Mitgliedern verschiedener Grindcore-Gruppen wie Fuck…I’m Dead, Super Happy Fun Slide und The Communion aus New York City zusammensetzt. 2007 erschien das Album Ripped from V to A bei No Escape Records. 2015 ging es auf eine Tournee durch Japan.

## Stil
Brian Giffin beschrieb die Musik der Band in seiner Encyclopedia of Australian Heavy Metal als „perversen“ Goregrind. Ähnlich sah es Denise Falzon von exclaim.ca, der Die Pigeon Die dem Goregrind und Brutal Death Metal zuordnete, wobei sich die Gruppe dynamisch, spielsicher und technisch anspruchsvoll gebe. Besonders charakteristisch sei der Gesang, der aus sehr tiefen Growls bestehe.

## Diskografie
- 2005: Die Pigeon Die (Demo, Eigenveröffentlichung)
- 2007: December 15th at Pony (Live-Album, Eigenveröffentlichung)
- 2007: Ripped from V to A (Album, No Escape Records)
- 2010: 2010 Rehearsal at Bakehouse Studios (Demo, Eigenveröffentlichung)